# ARA Puerto Deseado (Q-20)

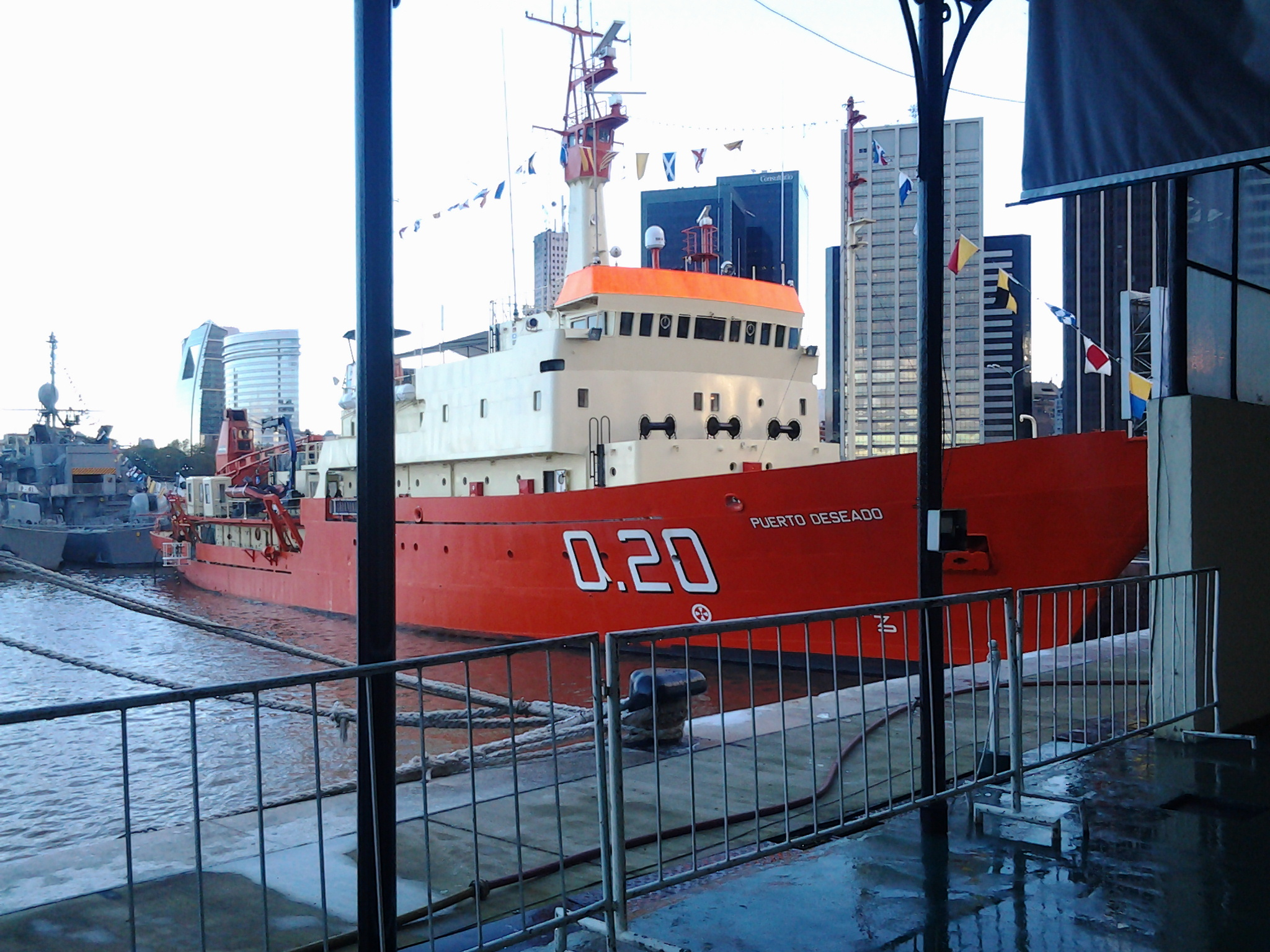
ARA "Puerto Deseado"

El buque oceanográfico ARA Puerto Deseado (Q-20) (BOPD) es un oceanográfico perteneciente al CONICET y operado por la Armada Argentina. Fue botado en 1976 y puesto en servicio en 1978.
Fue construido por los Astilleros Argentinos Río de la Plata (Astarsa) de San Fernando, provincia de Buenos Aires por contrato con la Armada Argentina de 1971 y transferido al CONICET por convenio de 1972. Fue operado por la Armada por acuerdo de 1978, renovado en 1996.
Izó su pabellón nacional en 1982 y su pabellón de guerra en 1984, donado por el pueblo de Puerto Deseado, provincia de Santa Cruz.

## Construcción y características
Fue construido por contrato con la Armada Argentina del 7 de diciembre de 1971, y transferido al CONICET por un convenio aprobado el 28 de julio de 1972. Su construcción estuvo a cargo del astillero Astarsa de San Fernando, Buenos Aires. Fue puesto en gradas el 17 de marzo de 1976 y botado el 4 de diciembre de 1976.
El buque desplaza 2133 toneladas con carga estándar. Tiene una eslora de 76,8 metros, una manga de 15,8 m y un calado de 6,5 m.
Es propulsado por dos motores diésel Fiat de 3600 hp, que le permiten desarrollar una velocidad de 15 nudos (27 km/h).
De casco reforzado, diseño autóctono, equipado con laboratorios para realizar campañas de investigación en el mar argentino y en la Antártida.

### Equipamiento
El equipamiento científico incluye equipos gravamétricos, magnetómetros, sistemas sísmicos, sonar de alta frecuencia y un laboratorio geológico, para cumplir tareas en el estudio sistemático del mar y sus recursos, junto con programas cooperativos de investigación.

## Servicio operativo
Durante la guerra de las Malvinas, intervino como unidad de tareas en el operativo «León I,» con funciones de control del tránsito marítimo en el Río de la Plata exterior. Posteriormente fue designado buque hospital, dependiendo del teatro de operaciones del Atlántico Sur, para lo que fue pintado de blanco con marcas de la Cruz Roja en ambas bandas.
Está asignado a la Agrupación Naval Hidrográfica, su apostadero se encuentra en la Base Naval Mar del Plata, en la provincia de Buenos Aires y participa, junto al ARA Almirante Irizar, durante el verano de la Campaña Antártica.
En 2003 colaboró con el buque Seacor Lenga de National Geographic en la búsqueda sin éxito de los restos del crucero ARA General Belgrano.
En 2007, ARA Puerto Deseado y ARA Comodoro Rivadavia fueron reequipados por Kongsberg Gruppen con sistemas batimétricos en un programa patrocinado por el Programa de Desarrollo de las Naciones Unidas. Desde entonces, el ARA Puerto Deseado estuvo involucrado en la investigación de la plataforma continental del Mar Argentino que finalmente fue entregada el 22 de abril de 2009 a la Organización de las Naciones Unidas, con un territorio oceánico de 1 700 000 km² para ser reconocidos como parte de Argentina, como se rige por la Convención sobre la Plataforma Continental y la Convención sobre el Derecho del Mar.

### Década de 2010
La unidad se mantiene realizando diversas navegaciones científicas, apoyando además las Campañas Antárticas de Verano.
En marzo de 2010 comenzó a realizar estudios del lecho marino para YPF.
En 2011, 2012, 2013 y 2014 prestó apoyo a la campaña SAMOC (South Atlantic Meridional Overturning Circulation) en aguas de Brasil.
Durante febrero de 2012 fue la primera nave en asistir a la siniestrada Estación Antártica Comandante Ferraz, desembarcado personal con elementos de lucha contra incendios.
Durante octubre de 2014, mientras ejecutaba la campaña SAMOC en Brasil, apoyó la búsqueda del velero argentino Tunante II. En noviembre del mismo año, mientras operaba en el Área Marina Protegida Namuncurá-Banco Burdwood en el marco de la iniciativa Pampa Azul, brindó apoyo asistencia sanitaria a un tripulante del pesquero Argenova XIV. En diciembre, comenzó el proyecto franco-argentino Malvinas-CASSIS en el Océano Atlántico Sur.
En 2017 participó con personal del CONICET a bordo del fallido operativo de búsqueda y rescate del submarino ARA San Juan de la Armada Argentina en las aguas del golfo San Jorge.